# بول (نان)
نان بول (به فرانسوی: Boule‎؛ بمعنی "توپ") یکی نان‌های فرانسوی است که به خاطر شباهتش به توپ فشرده شده، چنین نامی دارد. در تهیهٔ این نان که به صورت قرص درست می‌شود می‌توان از هر نوع آردی استفاده نمود. همچنین می‌شود در آن از عامل‌های ورآورنده‌ای چون مخمر معمولی، ورآورنده‌های شیمیایی یا حتی مخمر خمیرترش استفاده کرد.